# جاكي تام
جاكي تام (بالصينية: 谭杰希) هو مغني وكاتب أغاني صيني، ولد في 2 ديسمبر 1988.